# Condition des femmes en Sierra Leone
Cet article présente la condition des femmes en Sierra Leone, un des pays les plus pauvres du monde. Cette pauvreté, la pratique répandue des mutilations génitales féminines ainsi que la guerre civile (1991-2002) ont des répercussions sur la condition des femmes, en dépit de certaines mesures prises, notamment en 2022 pour dépénaliser l'avortement.

## Données démographiques sur les femmes

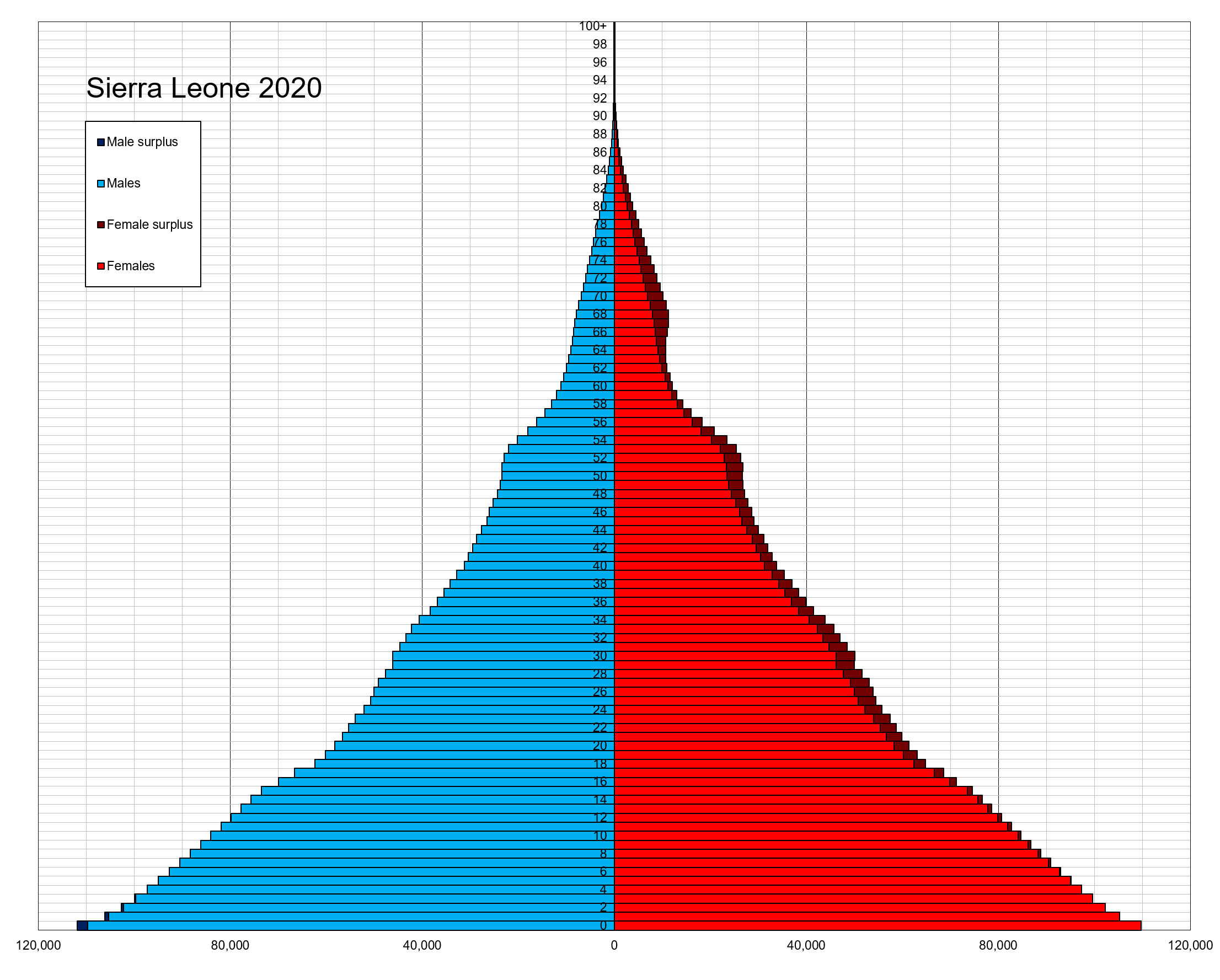
Pyramide des âges en Sierra Leone (2020).

Le taux de prévalence de contraceptifs est 21.2 % en 2019. L'âge moyen d'une Sierraléonaise donnant naissance à son premier enfant est de 19.6 ans (statistique de 2019). Les Sierraléonaises sont alphabétisées (estimations de 2018 sur les Sierraléonaises de quinze ans et plus, dans les langues arabe, anglaise, mende et temne) à 39.8 %, un taux inférieur à celui des hommes (51.6 %).

## Droit
La Constitution de la Sierra Leone fait mention des femmes. Il est question d'instaurer un droit du travail protégeant les travailleurs, et notamment les femmes avec enfant(s) pour qui des dispositions spécifiques sont inscrites. D'après la Constitution, le gouvernement a pour mission de mener des politiques assurant l'égalité des droits pour touts les habitants, y compris les personnes vulnérables, parmi lesquelles figurent les femmes. L'accès aux soins et aux aides spécifiques doit être assuré pour les femmes, ainsi que pour les enfants, les jeunes, les personnes âgées et les personnes handicapées .
Un rapport d'Amnesty International indique que 30 % des femmes entre vingt et vingt-quatre ans ont été mariées avant l'âge de dix-huit ans. La ministre du Genre et de l’Enfance déclare en juin 2022 vouloir lutter contre les mariages précoces et forcés, ainsi que les mutilations génitales féminines sur des mineures, en juillet, une femme réalisant ces mutilations est inculpée d’homicide involontaire à Moriba après la mort d'une femme de vingt-et-un ans le lendemain de son excision. En aout 2022, la loi relative au droit foncier coutumier entre en vigueur, accordant à femmes et hommes le même droit à la propriété et à l'utilisation des terres familiales. En septembre, un quota d'une personne sur trois devant être une femme est adopté pour les élections publiques. Il existe aussi, depuis 2022, un quota de 30 % de femmes dans la fonction publique ainsi que dans les entreprises employant au moins 25 personnes. 800 enfants sont rescolarisés en 2022, parmi lesquels des filles enceintes ou ayant abandonné l'école en raison d'une grossesse, des enfants pauvres ou à besoins spécifiques.

### Mutilations génitales féminines
Les mutilations génitales féminines concernent 83 % des Sierraléonaises entre quinze et quarante-neuf ans, ce qui fait de Sierra Leone l'un des pays affichant le plus fort taux de mutilations génitales féminines. Des articles du Courrier International et du New York Times signalent que ce geste rencontre une opposition croissante de la part des jeunes générations,.

### Droits LGBT
Le lesbianisme n'est pas illégal. En revanche, l'homosexualité masculine est passible d'emprisonnement à vie, et les personnes LGBT ne sont pas reconnues (il leur est impossible de se marier et d'adopter des enfants).

### Avortement
L'avortement est strictement interdit depuis l'époque coloniale jusqu'en 2022.
En 2022, une loi sur la maternité sans risque et la santé reproductive est préparée, le président Julius Maada Bio annonce son approbation pour cette loi, qui lève, entre autres, l'interdiction de l'avortement. Elle entend aussi lutter contre la mortalité maternelle de la Sierra Leone, qui affiche un des taux les plus élevés à ce sujet. Fadekemi Akinfaderin, décrite comme "co-responsable du plaidoyer mondial de Fòs Feminista, et militante féministe vivant en Zambie", effectue un parallèle entre la dépénalisation de l'avortement à Sierra Leone et le recul de ce même droit aux États-Unis, dans un contexte où l'avortement aux Etats-Unis est remis en cause par un arrêt, qui laisse certains Etats du pays l'interdire  
.

## Conséquences de la guerre civile sur la condition des femmes
D'après un article sur la guerre civile sierraléonaise (1991 - 2002), les filles constituent le tiers des enfants-soldats enrôlés par les groupes rebelles, il s'agit plus précisément de "filles associées aux groupes armées" , dans la mesure où l'acception "enfant-soldat" englobe aussi les cuisiniers, porteurs, messagers... et pas uniquement les enfants portant les armes. Garçons et filles sont inégaux dans la réintégration dans la société après la guerre. Certaines initiatives, comme l'apprentissage dans la fabrication de savon, ont lieu, mais elles sont objets de critiques : trop nombreuses, elles n'assurent donc pas un travail à toutes les filles. Certaines jeunes mères sont exclues de leur communauté, chassées par une personne extérieure ou par pression sociale.
L'article traitant des Sierraléonaises se conclut par une opinion selon laquelle les programmes humanitaires occidentaux tendent à montrer de manière misérabilistes les filles victimes de violence, ce qui selon l'article "reproduit les rapports de pouvoir existants". Une perspective proposée est de respecter la confidentialité des situations, sans jamais tomber dans l'écueil de la complaisance envers l'agresseur.